# Ealhmund van Kent

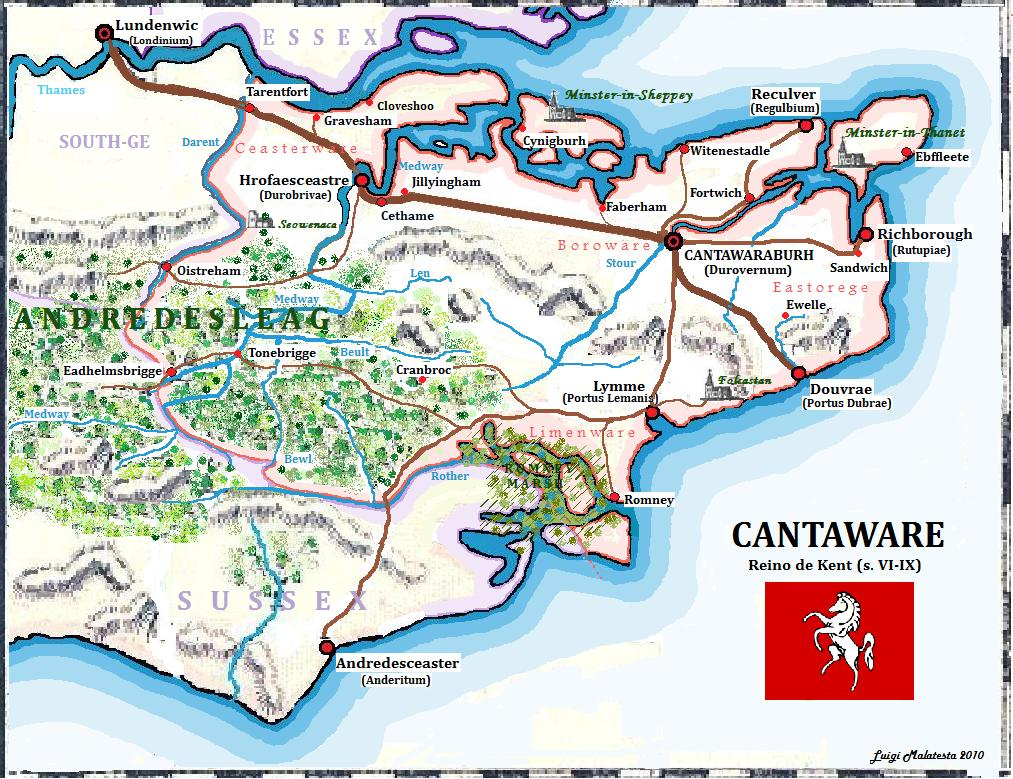
Kent in de Angelsaksische periode.

Ealhmund (ook Ealhmundus, Ealmundus, Ealmund; ? - 785) was van 779/784 tot 784/785 koning van het Angelsaksische koninkrijk Kent. Mogelijkerwijs is Ealhmund met Eanmund, die rond 764/765 in Kent heerste, te identificeren.

## Leven

### Familie
Volgens de traditionele overlevering was Ealhmund afkomstig uit het huis Wessex. Zijn vader heette Eafa, de naam van zijn moeder is niet geweten. Ealhmunds zoon Ecgberht was van 802 tot 839 koning van Wessex. Enige zaken pleiten echter ook voor een Kentische afkomst. Mogelijkerwijs ontstond de "verwantschap" met het Huis Wessex pas in een latere periode toen Ealhmunds zoon Ecgberht en diens nakomelingen zich een bijkomende legitimatie als koningen van Wessex zochten te verschaffen.

### Regering
Koning Ecgberht II (764/765-779/784) van Kent behaalde in 776 in de slag bij Otford een overwinning op Offa (757-796), de koning van Mercia, schudde diens opperheerschappij af en heerste in de jaren die volgden als onafhankelijk koning vermoedelijk over heel Kent. Ecgberhts invloedssfeer strekte zich waarschijnlijk ook tot Surrey en delen van Essex en Sussex uit. Mogelijkerwijs was Ealhmund reeds in de jaren 770 mede- of onderkoning van Ecgberht mogelijkerwijs zijn broer was.
Het ten laatste in 779 opgestelde charter S36 is het laatste document waarin Ecgberht II opduikt. In 784 wordt Ealhmund als zijn opvolger geattesteerd. In 784 droeg Ealhmund in het enige van hem in een vroeg afschrift bewaard gebleven oorkonde 12 aratra (hoeves, boerderijen) bij Scilduuic (Sheldwich bij Faversham) aan Hwitred, de abt van Reculver en stelde ze vrij van afgaven. Het moet echter wel worden opgemerkt dat deze oorkondes uit een cartularium afkomstig zijn waarvan de dateringen niet enorm betrouwbaar zijn, wat ook voor de datering van zijn regering problemen oplevert. Rond 784/785 geraakte Kent nogmaals onder de controle van Offa, die over dit land tot aan zijn dood in 796 zelf regeerde. Vermoedelijk kwam Ealhmund in deze strijd om Kent in 785 om het leven. Ealhmunds zoon Ecgberht moest in 786 voor Offa vluchten en vond aan het hof van Karel de Grote in het Frankische Rijk asiel.